# Français Pour Une Nuit
《Français Pour Une Nuit》(French For One Night)은 미국의 헤비메탈 밴드 메탈리카의 라이브 DVD로, 2009년 7월 7일 프랑스의 님에서 열린 공연 실황을 수록했다.
디지팩에 DVD와 16쪽 책자가 담긴 〈일반판 DVD〉, 〈블루레이 디스크 DVD〉, 책자와 티셔츠, 목걸이, 사진, Death Magnetic CD, DVD가 들어있는 〈디럭스 에디션〉 세 가지 형태로 프랑스 한 국가에서만 발매되었다.

## 수록곡
1. The Ecstasy of Gold
2. Blackened
3. Creeping Death
4. Fuel
5. Harvester of Sorrow
6. Fade to Black
7. Broken, Beat & Scarred
8. Cyanide
9. Sad but True
10. One
11. All Nightmare Long
12. The Day That Never Comes
13. Master of Puppets
14. Dyers Eve
15. Nothing Else Matters
16. Enter Sandman
17. Stone Cold Crazy
18. Motorbreath
19. Seek & Destroy

## 멤버
- 제임스 헷필드 - 보컬, 기타
- 라스 울리히 - 드럼
- 커크 해밋 - 기타, 백 보컬
- 로버트 트루히요 - 베이스, 백 보컬